# 塔吉克斯坦宗教
塔吉克斯坦宗教

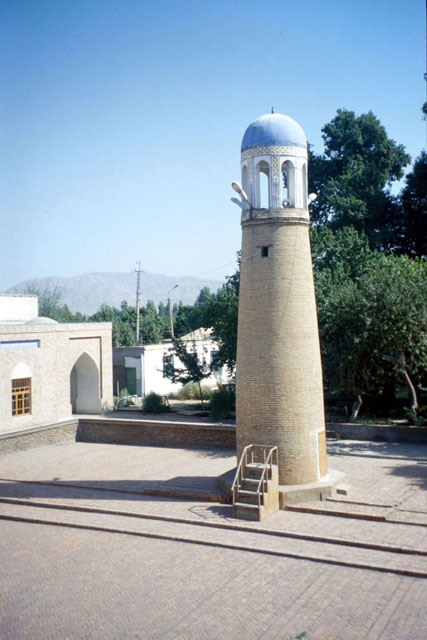
伊斯法拉的一個清真寺

伊斯蘭教是中亞地區的主要宗教，公元7世紀時被阿拉伯人傳入到這個地區。從那時起，伊斯蘭教就成為塔吉克斯坦文化不可分割的一部分。塔吉克斯坦是一個世俗國家，但在蘇聯時代後期，宗教活動顯著增加。大多數塔吉克斯坦的穆斯林屬於遜尼派，一小群屬於什葉派。東正教是塔吉克斯坦第二大信仰，除此之外塔吉克斯坦也有一個小型猶太人社群。

## 伊斯蘭教
伊斯蘭教是迄今為止是塔吉克斯坦最廣泛主要的宗教。根據2009年美國國務院調查指出，塔吉克斯坦有98％的穆斯林（約95％遜尼派和3％什葉派）。伊斯蘭教遜尼派在中亞的有著1200年的歷史，包括伊些塔吉克塔里卡穆斯林。帕米爾人為什葉派中的伊斯瑪儀派穆斯林，儘管受到迫害，伊斯瑪儀派仍然在帕米爾高原中存在。

## 其他宗教
塔吉克斯坦第二大宗教為東正教，以俄羅斯正教會，是許多烏克蘭族和俄羅斯族的歷史信仰。在杜尚別有一間東正教的聖尼古拉斯大教堂，為東正教信徒服務。其他基督教教派包括天主教（大部分是德裔，還有塔吉克人），基督復臨安息日會和浸信會；也有一小部分亞美尼亞基督徒（亞美尼亞使徒教會）。瑣羅亞斯德教、巴哈伊教、猶太教和印度教在塔吉克斯坦也有信徒。由於獨立初期塔吉克斯坦移民浪潮，1990年代以來，這些少數宗教信徒的數量可能急劇下降。

### 天主教
根據“天主教論壇”最近的調查，塔吉克斯坦共有326位天主教信徒。塔吉克斯坦有三個天主教教區。

### 印度教
印度教是塔吉克斯坦的少數社群宗教。印度教主要由國際奎師那知覺協會傳教士傳播到塔吉克斯坦。

## 宗教自由
塔吉克斯坦“憲法”規定了宗教自由，政府普遍尊重這一權利。不過，也有一些關切的地方。
尊重宗教自由的狀況近年來受到侵蝕。政府的政策反映了對伊斯蘭極端主義的關切，這是大多數塔吉克斯坦民眾的共同擔憂。政府積極監督宗教機構的活動，防止其變得公開化。雖然塔吉克斯坦政府關閉了幾個未註冊的清真寺，祈禱室和伊斯蘭學校。但沒有關閉正式登記的清真寺，並且使登記過程難以建立新的清真寺。塔吉克斯坦教育部禁止女孩在公立學校穿戴蓋頭。政府利用登記程序阻礙一些組織的宗教活動。一些宗教組織和個人面臨騷擾，臨時拘留和政府審訊。
塔吉克斯坦禁止18歲以下的人公開從事宗教活動，包括去清真寺是違法的。不允許婦女進入清真寺。 另外，政府也嚴格限制朝覲。一些穆斯林主流領導人偶爾通過佈道和報刊文章，表達了少數民族宗教團體破壞民族團結的觀點。